# Saga de Bandamanna
La Saga de Bandamanna (o Saga de los aliados o Saga de los confederados) es una de las sagas islandesas. Sus protagonistas son Oddr Ófeigsson y Óspakur Glúmsson. Óspakur es también sobrino de Grettir Ásmundarson.
El autor es anónimo, aunque parece que estaba bien familiarizado con el Grágás y tenía conocimiento sobre los principales caudillos vikingos de mediados del siglo XI. No hay una razón aparentemente más convincente que usar perfiles históricos para ofrecer más autenticidad a una narrativa de ficción.
Existe en dos versiones diferentes, conocidas con el nombre de Bandamanna saga in meiri y Bandamanna saga in skemmri. La Bandamanna saga in meiri o testimonio M se conserva en la Möðruvallabók o Códice de Möðruvellir, de la segunda mitad del siglo XIV. La Bandamanna saga in skemmri o testimonio K, un 20% más breve que la anterior, se conserva en el códice real GKS 2845 4.º, del siglo XV.

## Trama
Con ayuda de su padre, Oddr se enriquece. Óspakur, conocido por su temperamento difícil, le pide que le deje vivir en su hacienda, a lo que Oddr accede debido a sus vínculos. Mientras Oddr prepara un viaje de negocios, todo marcha sobre ruedas. Pide a Óspakur que sea su mayordomo, a lo cual este accede, pues en el fondo es su deseo. En la ausencia del otro, corteja a Swala, y trata en vano de apoderarse del lugar. Cuando los animales comienzan a desaparecer, las sospechas recaen sobre el exinquilino. Vali, quien es muy cercano a Oddr, investiga sobre los hechos, pero es asesinado. El resto de la historia cuenta los detalles del juicio.

## Bandamenn
Los Bandamenn o Bandamanna, que dan el nombre a la saga, fue una alianza de terratenientes encabezados principalmente por Styrmer, Þorarinn spaki Þorvaldsson (apodado el Sabio, también Langdœlagoði) y GeIlir Þorðarson.

## Traducciones
- Bandamanna saga. La saga de los confederados. Madrileña de Juegos Creativos y Literarios-Nora GCL, 2013. Madrid. Traducción de María de los Ángeles Morales Soto. ISBN 978-84-940898-1-7 1.ª traducción en castellano.
- La saga des alliés. Traduction d'Alain Marez. Paris: Éditions du Porte-Glaive, 1989 (Collection: Lumière du septentrion). ISBN 2-906468-12-6
- The Saga of the Confederates. Translated by Ruth C. Ellison. And Odd Ofeigsson's Tale. Translated by Scilla Brumfit. In: Viðar Hreinsson (General Editor): The Complete Sagas of Icelanders including 49 Tales. Reykjavík: Leifur Eiríksson Publishing, 1997. Volume V, pp. 283-308 (=The Saga of the Confederates) & pp. 308-312 (= Odd Ofeigsson's Tale). ISBN 9979-9293-5-9
- The Confederates & Hen-Thorir - Two Icelandic Sagas. Translated by Hermann Pálsson. Edinburgh [Scot.]: Southside, 1975 (the New Saga Library). Páginas 39-90. ISBN 0-900025-18-2; ISBN 978-0900025-18-1
- The Schemers and Víga-Glúm. The Bandammanna saga and the Víga-Glúms saga translated by George Johnston. London: VIKING SOCIETY FOR NORTHERN Studies, 1999. Páginas 25-72 y 73-76 (notas). ISBN 0889841896; ISBN 9780889841895